# 朴槿惠弹劾案
韩国总统朴槿惠弹劾案（：／ Park Geun-hye Daetongnyeong Tanhaek Sochu）是2016年12月韩国国会对韩国总统朴槿惠提出弹劾的政治事件，以终结朴槿惠总统权力告终。此次政治事件是韩国国会自2004年后第一次对在任总统提出的弹劾案，同时也是2016年韩国政治丑闻的高潮。弹劾案投票程序于2016年12月9日进行，300名议员参加投票，234票赞成通过弹劾案，朴槿惠的权力即刻停止。由于朴槿惠停止行使总统权力，韩国总理黄教安在韩国宪法法院对投票结果作出决定之前代替朴槿惠行使总统权力；在韩国宪法法院作出决定前，代总统拥有最长达180天的任期。2017年3月10日，宪法法院以8票支持、0票反对通过了朴槿惠弹劾案，朴槿惠成为韩国宪政史上第一位被弹劾成功而解职的总统，隨後由代總統黃教安籌備下屆總統選舉。

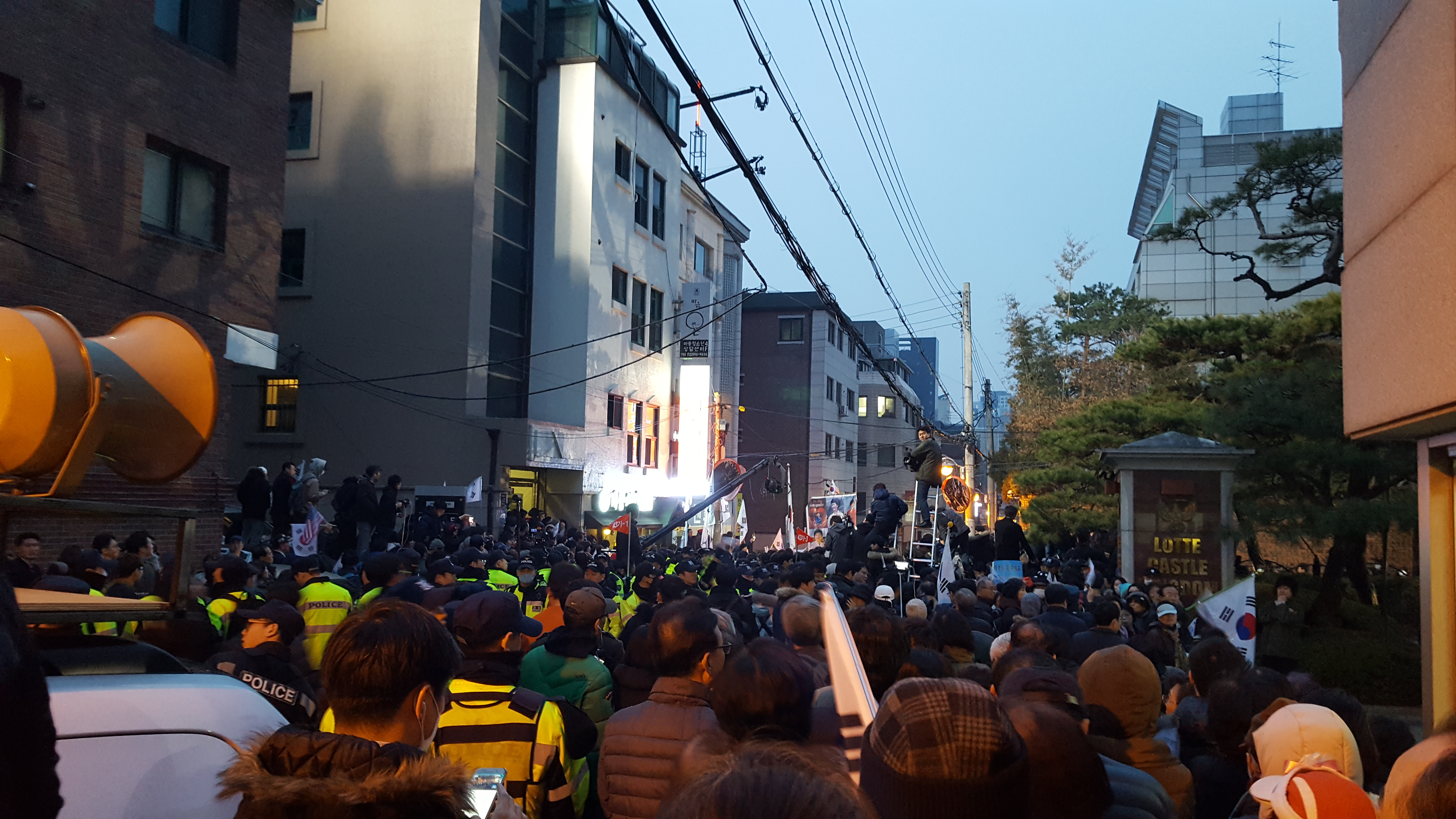
2017年3月12日，朴槿惠被罢免后，示威者和警察在朴槿惠私宅外

## 背景

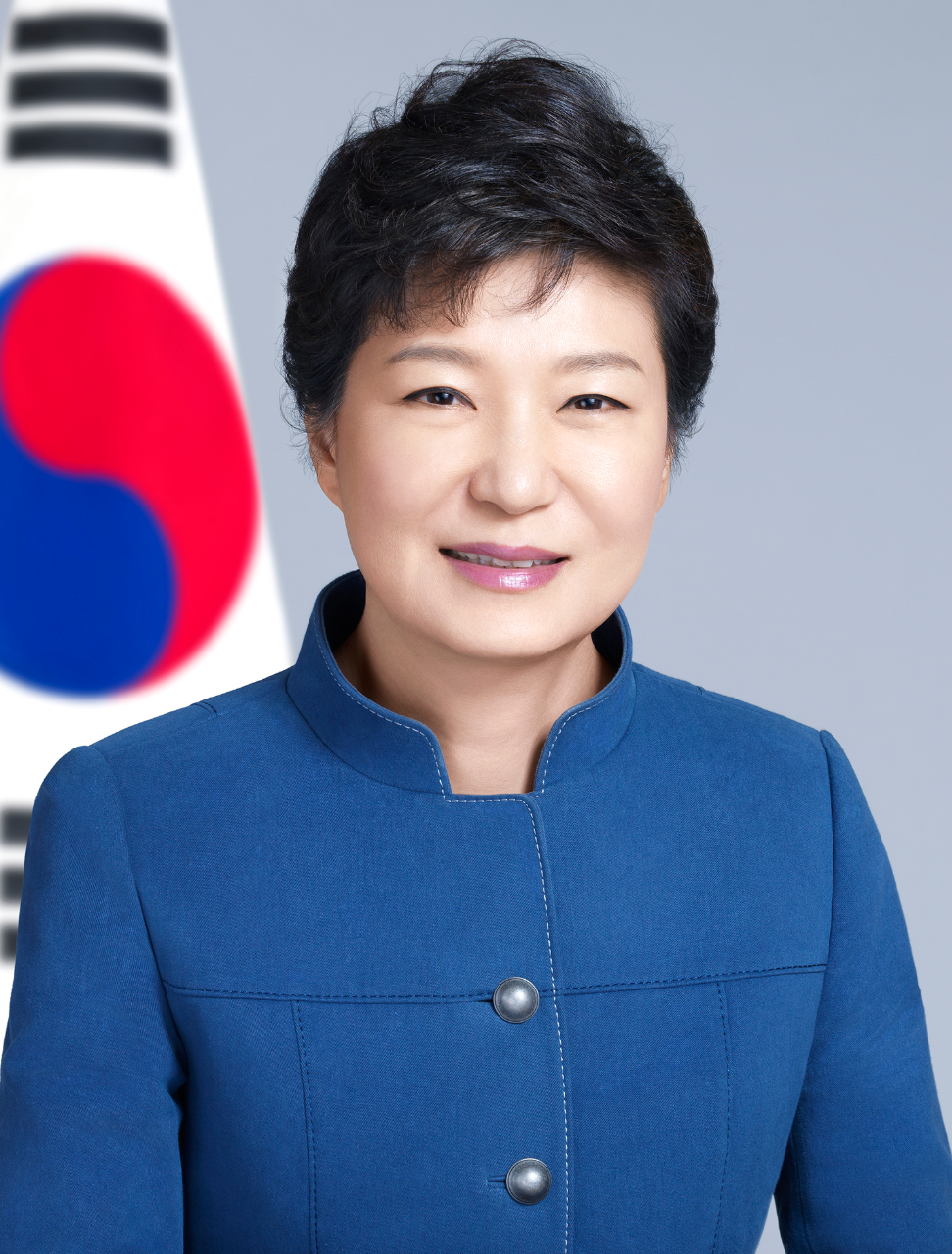
韩国总统朴槿惠

### 韩国宪法和宪法法院
韩国宪法有对弹劾案的规定。根据韩国宪法第65条第1款，如果总统、总理或其他国家政府官员违反宪法或其他公职义务，国民议会可以弹劾他们。第2款规定弹劾法案可由国民议会全体议员中的三分之一或三分之一以上同意后提出。弹劾除总统外的官员，需要得到国民议会全体议员二分之一以上的同意。但弹劾总统，需要得到国民议会全体议员三分之二以上的同意方可弹劾成功。这意味着300名议员中只要有200名议员支持，弹劾案就通过。本款还规定，任何被弹劾通过的人，在弹劾案裁决之前，均不得行使其权力，不得延长公职任期。亦无法获得民事或者刑事责任的豁免。在1988年宪法法院法中，宪法法院必须在收到任何判决案件（包括弹劾案件）后180天内作出最后裁决。如果被判决人在裁决之前已经离职，则该案被驳回，弹劾案也可能在这种情况下被驳回。
之前的一次总统弹劾案是2004年的卢武铉弹劾案，当时盧武鉉被国会弹劾，但在停职2个月后，宪法法院推翻国会的弹劾案，因此盧武鉉恢复总统权力。当时韩国民众普遍支持盧武鉉，然而卢武鉉的执政党在国会不是多数，在野的大国家党欲借彈劾增加支持，但適得其反未能成功，并在同年国会選举落败。尽管弹劾不频繁，但自韩国民主化以来，每位民選总统都在丑闻中卸任。
与卢武铉弹劾案不同，2005年7月29日韩国国会修订《宪法法院法》第36条。根据新修订的法律，法官们将不再匿名投票，每一名法官的意见都将被公之于众。

### 崔順實丑闻

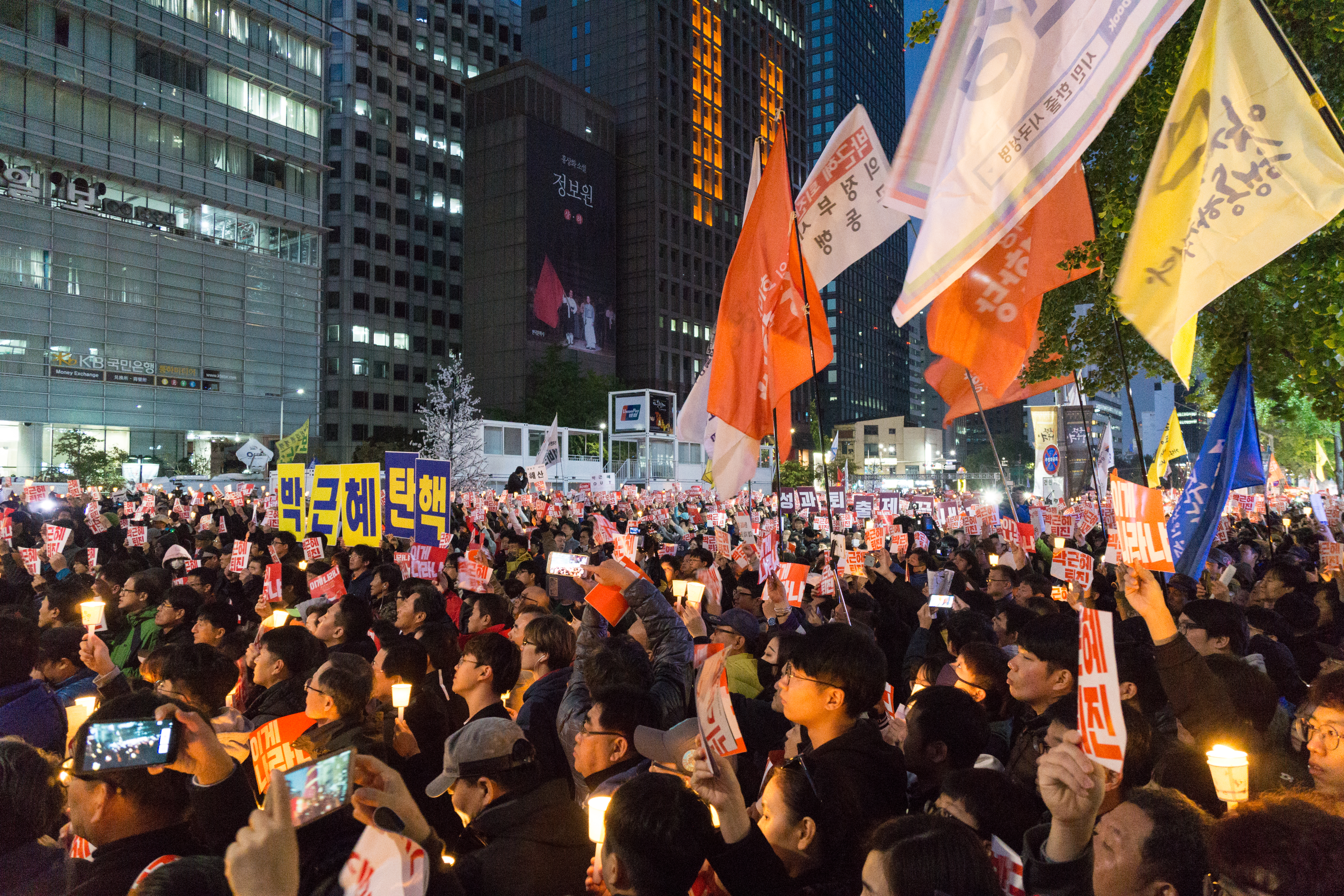
2016年11月29日抗议朴槿惠的游行人群

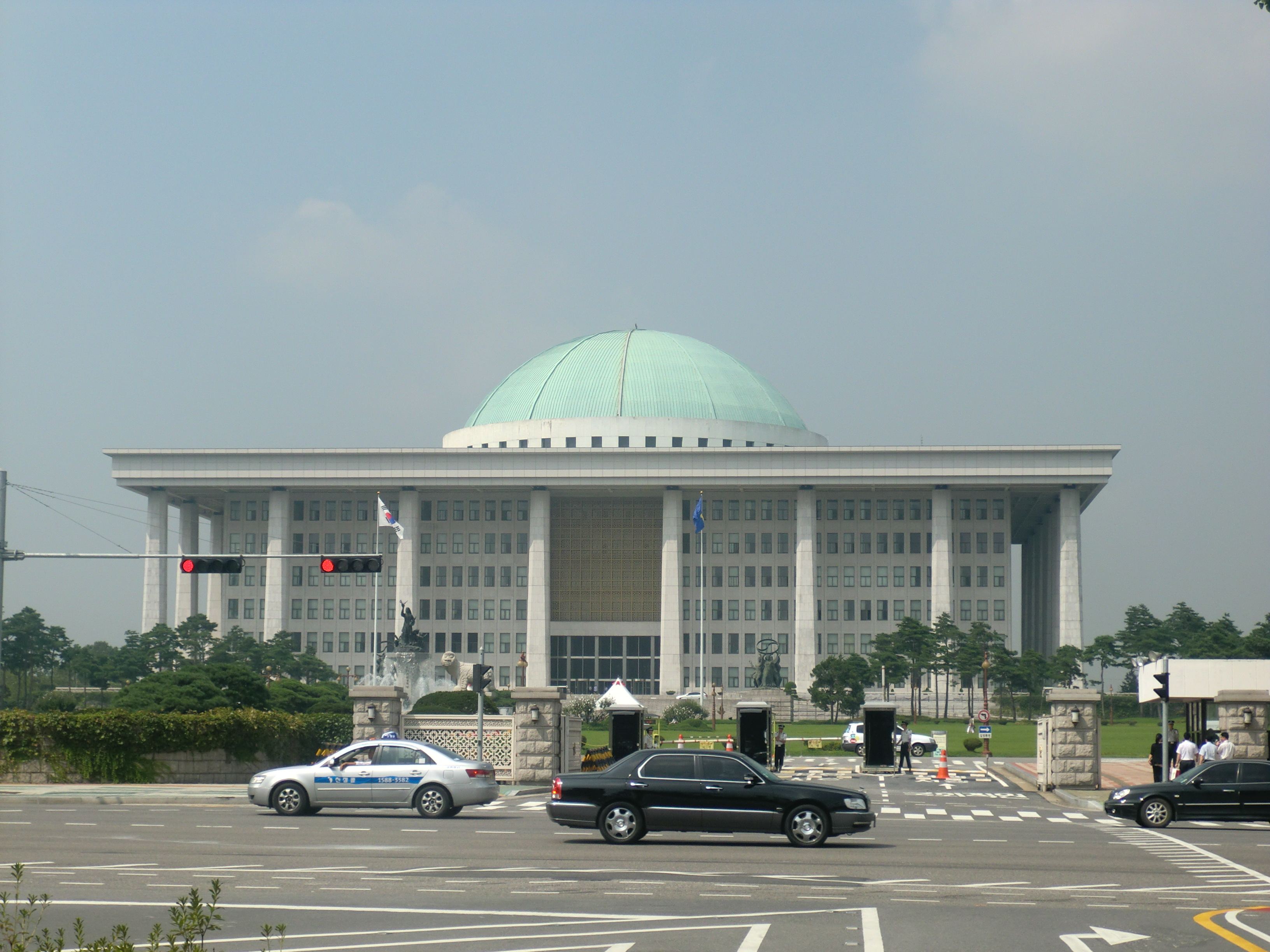
韩国国会

事件开头是朴槿惠的亲信崔順實在政府沒有官方職位卻利用在任总统亲信的身份，从包括三星集团、现代集团和Lotte在內的多間企業收集资金到自己名下的两个基金会。有人指控崔顺实進入朴槿惠的私人和工作场合之中，据BBC报道这些活动對韓國國務會議的政策做成直接干預。应对2014年4月16号发生的世越号沉没事故反应过慢的问题，也促使朴槿惠的总统支持率进一步下降。
最后，崔顺实被逮捕。从10月开始，朴槿惠一共对国民和她的内阁成员致歉三次，但抗议游行仍未停止。抗议持续到第六个星期时，朴槿惠的支持率降至4％。截至12月9日，民意调查顯示78％的韩国人支持弹劾案。

## 经过
12月3日上午4:10，共同民主党的禹相虎、国民之党的朴智元和正义党的魯會燦代表各自党派和其他无党籍议员（共计171名议员）提出“总统（朴槿惠）弹劾案”，理由是朴槿惠违反宪法和法律。朴槿惠所在的新世界党原本打算劝说朴槿惠在明年4月自愿下台。但随着抗议游行人数的增加，执政党内部分裂成“朴槿惠应该自愿下台”和“弹劾朴槿惠”两派。12月4日，新国家党的非主流派系的成员宣布他们会投票赞成朴槿惠弹劾案。
300位成員的韩国国会定于12月9日在立法会议结束时就弹劾案进行表决。由於通过弹劾案需要三分之二的议员投支持票。如果最少200名议员投支持票，弹劾案會通过，且朴槿惠會即時失去总统权力。表决之前已经有172名支持弹劾的反對黨和獨立議員表示会投支持票，这意味着执政的新世界党持有的128席中最少需要28席轉換陣營並投票支持，弹劾案才会通过。

## 国会表决
| 选项       | 票数      |
| ---------- | --------- |
| 支持       | 234 / 300 |
| 反对       | 56 / 300  |
| 弃权       | 2         |
| 无效票     | 7         |
| 未投票     | 1         |
| 弹劾案通过 |           |

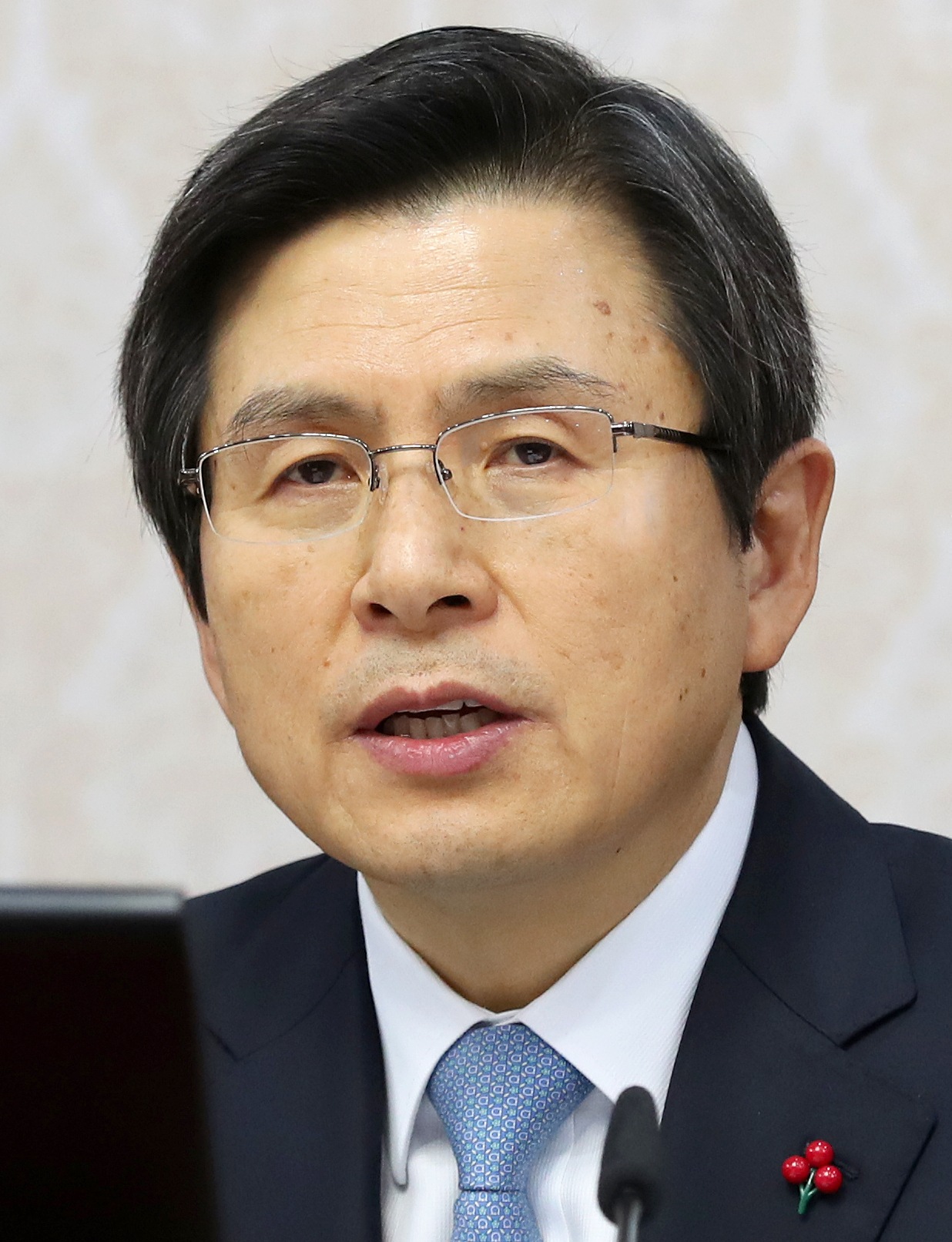
时任韩国总理兼代总统黄教安于2016年12月内阁会议

2016年12月8日，韩国国会宣布，将于12月9日当地时间下午3:00对朴槿惠弹劾案进行表决。按照计划，12月9日，韩国国会以234票支持、56票反对以匿名投票的方式通过了弹劾案。另外10人中，除议长按规定必须弃权外，另有2名议员弃权，7票被宣布是无效票。
由于弹劾案的通过，朴槿惠总统在宪法法院决定弹劾案是否成立之前，暂停总统职務最多180天。法院9位法官中必须有6位同意弹劾案才會正式生效。如果法院同意弹劾，这将是从韩国在民主化之后成立第六共和国以来，首次有总统因弹劾案而离任。也會成為繼2016年8月31日巴西總統羅塞芙後，世界上第二位被彈劾下台的女總統。
在行使总统权力處於懸缺的狀況下，总理黄教安于韩国标准时间19:30担任代理总统。如果朴槿惠由于任何原因早日离职（无论是宪法法院批准弹劾案或是自行辞职），下一届总统选举必须在60天内举行。當時在民意调查中，以下人选被认为是下届总统选举的热门候选人：前联合国秘书长潘基文、前民主党领导人并在2012年大韓民國總統選舉败选给朴槿惠的文在寅、城南市市长李在明。

### 反响
抗议者聚集在正在对朴槿惠弹劾案进行表决的韩国国会大厅外。大约40名世越号沉没事故的遇难者家属觀看國會議員投票。已经大规模集会的韩国公民们对朴槿惠弹劾通过的消息感到高兴，而朴槿惠的支持者则认为国会在没有确切的证据的情况下对朴槿惠进行政治迫害。
2016年12月10日，数十万人聚集在一起庆祝弹劾案的通过。
2017年1月1日，朴槿惠自弹劾以来以来首次出现在公众面前，否认了任何丑闻和不法行为的指控。

## 憲法法院的聽證和決定

### 準備及組成

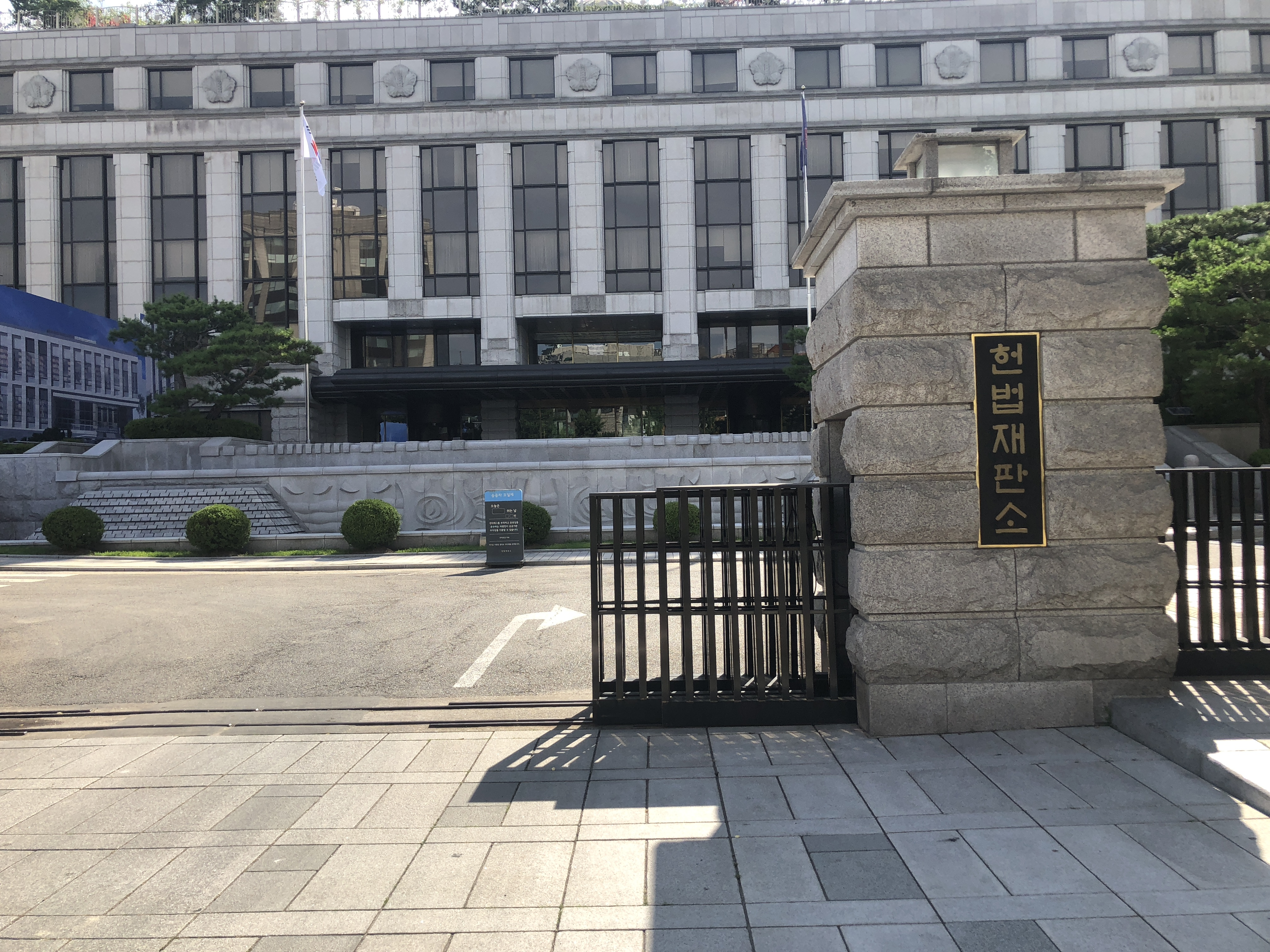
宪法法院大楼，法官審理彈劾案的地點。

韓國憲法法院有最多180天（直到2017年6月初）作出決定。该法院將舉行公眾聽證會，听取雙方對韓國國會是否遵循正當程序以及彈劾案是否合理的聽證。媒體認為，在这些審訊中朴槿惠很可能不會出席。
憲法法院的9名大法官都是在较为保守的上任总统李明博和朴槿惠政府的在任期间任命的，这届宪法法院被外界視為相對保守。憲法法院在2016年12月22日進行籌備聽證會，並獲取雙方的初步觀點。
據路透社報導，宪法法院的一些前法官稱弹劾案中的證據强而有力，但沒有人被點名。

### 第一次听证
第一次听证的是关于在世越号客轮沉没后朴槿惠离奇失踪7个小时的问题。有些人声称，朴槿惠在此期间正在参加一场邪教仪式、外遇中或者正在进行整容手术。 。2016年12月23日，韩国司法部称：他们已经就前几天在议会表决的朴槿惠弹劾案，给宪法法院提交了他们的意见；并称表决过程符合所有必要的法律要求。。
宪法法院在2017年1月3日星期二朴槿惠缺席了当天举行的第一次公开听证会，此次听证会只进行了9分钟。

### 第二次听证
聽證會被延遲至2017年1月5日星期四舉行。在第二次听证，朴槿惠的律師否認彈劾議案上所有的指控，表示她現時的醜聞調查的政治中立性有問題，也質疑指控總統的證據的有效性。另一方面，在聽證中擔任控方的彈劾委員會稱總統在履行總統職務時嚴重違反憲法和法律。這次聽證會也包括一些助手，包括在朴槿惠擔任國會議員及於2013年就職典禮就與她一起工作接近20年的安炳勋，郑和成及李继安，及後來被要求出席的K。但只有郑和成出席了聽證會。法院對安炳勋及李继安的传票未能送达。

### 第三次听证
在2017年1月10日的第3場聽證會，憲法法院期望聽取崔順實的證詞，但她因為要預備自己的審訊而無法作供。據稱曾幫助崔順實的2名在狱的前任總統助手拒絕作供，他們也稱需要預備自己的審訊。但是法庭稱可以在下週傳召崔順實及2名前總統助手，並會如果他們再次拒絕出席，將採取行動強制傳召。同一時間，總統朴槿惠的律師展示保衛她在2014年渡輪災難的行動的證物。但法庭認為證物有效性不充份。

### 第四次听证
第4場聽證在2017年1月12日進行。負責朴槿惠的保安工作的總統辨公室職員李英善，拒絕確認崔順實及朴槿惠的其他知情人偷偷访问總統辦公室的次數。但法院因不合理而驳回说明理由，警告拒绝可能被视为企图掩盖某些可疑事情。法院法官康一榮敦促李英善給予明確回應，否则會引起犯罪的怀疑。
2017年1月31日，宪法法院院长朴漢徹退休，因此判决仅由8名法官投票。憲法法院於2017年2月24日宣布總統的最後指控，並在最遲3月13日由法院決定彈劾結果。

### 判決
| 選項       | 票數  |
| ---------- | ----- |
| 支持       | 8 / 8 |
| 反對       | 0 / 8 |
| 席位空缺   | 1     |
| 彈劾案通过 |       |

2017年3月10日，韩国宪法法院裁定弹劾成立，朴槿惠被立即解職，成为韩国历史上首位被彈劾下台的总统。韩国宪法法院代理院长李贞美表示，参與審理弹劾案的8名法官全部投同意票，同意彈劾总统。宪法法院称，虽然国会提出的部分指控不成立，但亲信干政等大部分指控成立，且足以成为彈劾理由。朴槿惠成為繼2016年巴西總統羅塞夫之後世界上第二位被彈劾下台的女總統。据报道当日朴槿惠在青瓦台官邸独自一人收看了电视台上判决她彈劾成立的直播，但她对此深感怀疑。据一幕僚表示朴槿惠变得垂头丧气，并选择独处。朴槿惠在之后与秘书长等幕僚会晤时表态她“无话可说”，并保持沉默态势，不愿意与党员会面。

#### 法官态度
| 姓名                | 提名                                      | 任命   | 倾向   | 投票 | 意见                 |
| 姓名                | 提名                                      | 任命   | 倾向   | 投票 | 忠实履行职责义务     |
| ------------------- | ----------------------------------------- | ------ | ------ | ---- | -------------------- |
| 李贞美              | 大法院院长 （李容勋）                     | 李明博 | 保守派 | 罢免 | 不能成为司法审判对象 |
| 安昌浩              | 国会 · （ 新世界黨）                      | 李明博 | 保守派 | 罢免 | 不能成为司法审判对象 |
| 金二洙              | 国会 · （ 民主統合黨）                    | 李明博 | 进步派 | 罢免 | 违反，但不足以罢免   |
| 姜日源 （主审法官） | 国会 · （ 新世界黨、 民主統合黨一致提名） | 李明博 | 保守派 | 罢免 | 不能成为司法审判对象 |
| 李镇盛              | 大法院院长 （梁承泰）                     | 李明博 | 保守派 | 罢免 | 违反，但不足以罢免   |
| 金昌锺              | 大法院院长 （梁承泰）                     | 李明博 | 保守派 | 罢免 | 不能成为司法审判对象 |
| 赵龙镐              | 总统 （朴槿惠）                           | 朴槿惠 | 保守派 | 罢免 | 不能成为司法审判对象 |
| 徐基锡              | 总统 （朴槿惠）                           | 朴槿惠 | 保守派 | 罢免 | 不能成为司法审判对象 |

朴槿惠被解职后，總統一職確定由國務總理黃教安繼續代理；第19屆总统选举則提前於5月9日举行。